# Mesochorus dilutus
Mesochorus dilutus är en stekelart som beskrevs av Julius Theodor Christian Ratzeburg 1844. Mesochorus dilutus ingår i släktet Mesochorus och familjen brokparasitsteklar. Inga underarter finns listade i Catalogue of Life.